# Gåshaga Marina

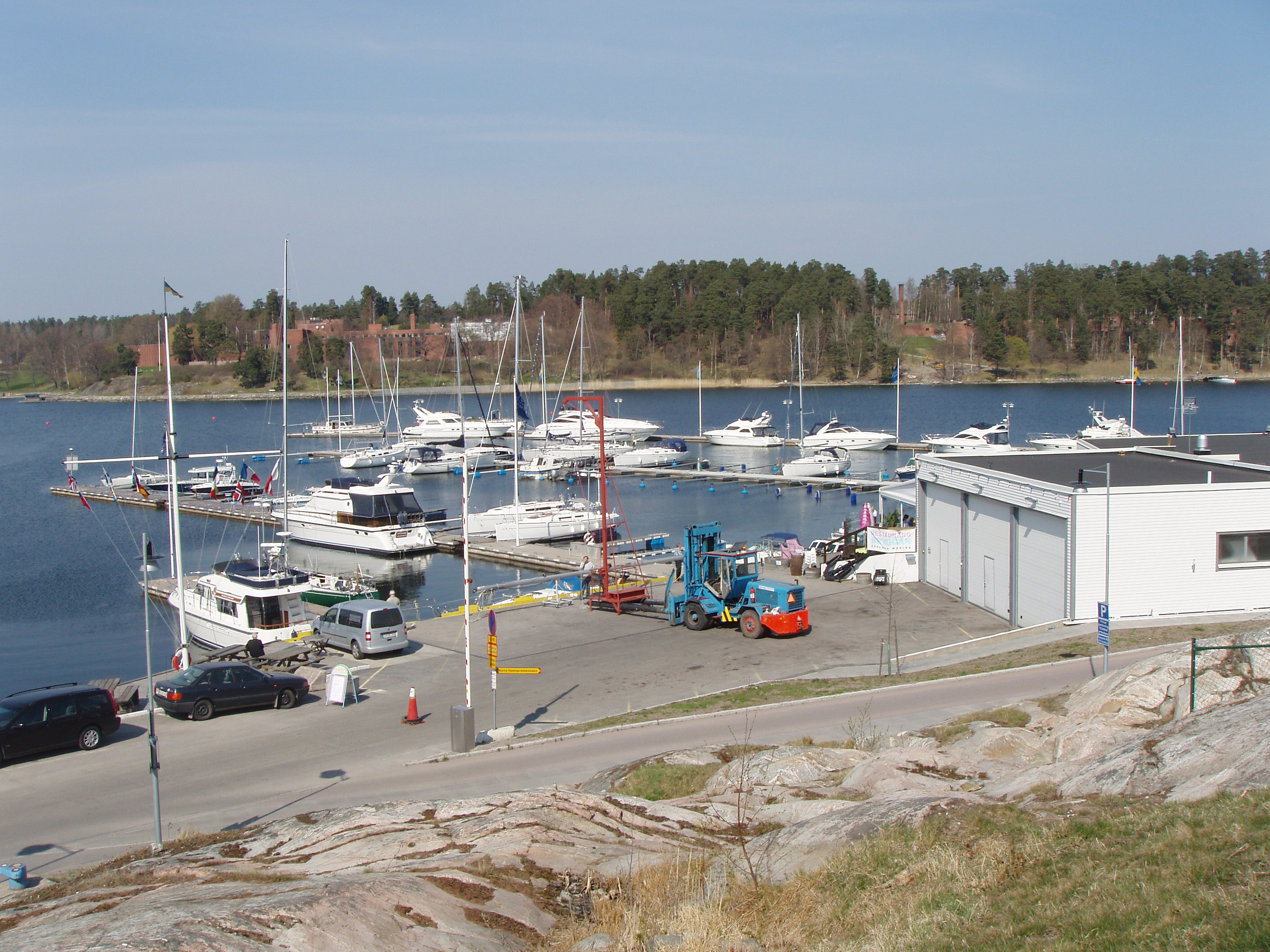
Gåshaga Marinas östra bryggplatser för fritidsbåtar mot Hustegafjärden, 2009

Gåshaga Marina är en kommersiell marina med fullservice som ligger i kommundelen Gåshaga på Lidingös sydöstra udde på den södra sidan av Hustegafjärdens utlopp i Höggarnsfjärden.